# Clump Mountain National Park
Clump Mountain National Park är en park i Australien. Den ligger i kommunen Cassowary Coast och delstaten Queensland, omkring 1 300 kilometer nordväst om delstatshuvudstaden Brisbane. Arean är 312 kvadratkilometer.
Trakten är glest befolkad. Närmaste större samhälle är Silkwood, omkring 14 kilometer nordväst om Clump Mountain National Park.
Tropiskt monsunklimat råder i trakten. Genomsnittlig årsnederbörd är 2 747 millimeter. Den regnigaste månaden är mars, med i genomsnitt 608 mm nederbörd, och den torraste är oktober, med 45 mm nederbörd.